# Aérodrome de Vitry-le-François - Vauclerc
L’aérodrome de Vitry-le-François - Vauclerc (code OACI : LFSK) est un aérodrome civil, ouvert à la circulation aérienne publique (CAP), situé sur la commune de Vauclerc à 7,4 km à l’est-sud-est de Vitry-le-François dans la Marne (région Champagne-Ardenne, France).
Il est utilisé pour la pratique d’activités de loisirs et de tourisme (aviation légère, parachutisme et aéromodélisme).

## Installations
L’aérodrome dispose de deux pistes en herbe orientées est-ouest :
- une piste 05/23 longue de 900 mètres et large de 100 ;
- une piste 11/29 longue de 880 mètres et large de 100.

L’aérodrome n’est pas contrôlé. Les communications s’effectuent en auto-information sur la fréquence de 123,500 MHz.
S’y ajoutent :
- une aire de stationnement ;
- des hangars[2].

## Activités
- Aéroclub François 1er